# 世界は俺が回してる
『世界は俺が回してる』（せかいはおれがまわしてる）は、日本の小説で、作詞家や小説家として知られるなかにし礼の作品である。著者の知人で、昭和の歌謡曲全盛期を共に駆け抜けた元TBSの音楽プロデューサー渡辺正文の音楽と女性に賭けた生涯を描いた小説である。

## 概要
渡辺は、1950年代から来日アーティストの音楽番組を次々と成功させ、それが自信につながり、昭和50年代には遂に東京から世界へ向けて音楽を発信していこうという型破りな思いと未曽有のスケールによって誕生させた『東京音楽祭』の成功を持って"世界を回した”と言い切る。実際は日本のチカラだけで出来る訳もなく、アメリカ政府と密接な関係があった反共組織の文化自由会議が資金を出しており、それに沿う形での活動だった。
同時代を一緒に過ごした音楽業界人にとっては、その風貌から"ギョロなべ"の異名で親しまれた。なかにしの代表作である『兄弟』『赤い月』と同様に自身の身近にいる人物を取り上げている。当時の高度成長を謳歌する華やかな芸能界の様子が具体的に描かれている。
産経新聞の連載小説として2009年1月1日から8月31日まで毎日掲載された。イラストは宇野亜喜良で、登場する実在の人物が当時の雰囲気を醸すように描かれている。
同年12月、角川書店より単行本として発売された（ISBN 978-4-04-874008-1）。

## CD
小説に登場する鍵となるアーティストや楽曲を集めている。監修：なかにし礼、ソニー・ミュージックダイレクトより。
1. ラプソディ・イン・ブルー / ジョージ・ガーシュウィン
2. ピアノ協奏曲 第2番 ハ短調 第三楽章 / セルゲイ・ラフマニノフ
3. A列車で行こう / オスカー・ピーターソン
4. バナナ・ボート / ハリー・ベラフォンテ
5. 黄金の腕 / 沢たまき
6. ワン・レイニー・ナイト・イン・トーキョー / 越路吹雪
7. マンボNo.5 / ペレス・プラード楽団
8. 恋する二人 / 田邊昭知とザ・スパイダース
9. 赤坂の夜は更けて / 西田佐知子
10. ブルー・シャトウ / ジャッキー吉川とブルー・コメッツ
11. 太陽の彼方に / 田川譲二
12. 花から花へ〜オペラ「椿姫」より〜 / エーリヒ・ラインスドルフ
13. 17才 / 南沙織
14. 私が生まれて育ったところ / 野路由紀子
15. 別れの朝 / ペドロ&カプリシャス
16. 燃える恋人 / 本郷直樹
17. 私は泣かない / 雪村いづみ
18. 愛の記憶 / 鹿内孝
19. 幼い子供のように / 坂本スミ子
20. ミドリ色の屋根 / ルネ
21. 天使のささやき（日本語） / スリー・ディグリーズ
22. ストレンジャーズ・イン・ザ・ナイト / ジョン・ウィリアムズ（指揮）、ボストン・ポップス・オーケストラ

## 小説に登場する実在の人物
- 吉田秀雄
- 鈴木道明
- ハリー・ベラフォンテ
- 沢たまき
- 網谷博子
- 田辺昭知とザ・スパイダース
- 川村龍夫
- ジャッキー吉川とブルー・コメッツ
- 西郷輝彦
- 川添象郎
- 長谷川綾子
- 安藤由香
- 田川譲二
- 渋谷森久
- 木村明子
- サミー・デイビスJr.
- 鹿内タカシ（鹿内孝）
- 久米美夫
- スーザン・郷田
- 周防郁雄
- 葉山弓子
- レイラ
- 村上司
- なかにし礼
- フランク・シナトラ
- 雪村いづみ

## 小説に登場する音楽
- 「ピアノ協奏曲第二番ハ長調」 / セルゲイ・ラフマニノフ
- 「ラバー・カムバック・トゥー・ミー」「A列車で行こう」「マイ・ファニー・ヴァレンタイン」「酒とバラの日々」 / オスカー・ピーターソン
- 「奇妙な果実」 / ビリー・ホリデイ
- 「バナナ・ボート」「さらばジャマイカ」「マティルダ」「日の当たる島」「ジャンプ・イン・ザ・ライン」 / ハリー・ベラフォンテ
- 「黒い花びら」 / 水原弘
- 「アイ・ガット・ユー・アンダー・マイ・スキン」 / 沢たまき
- 「マンボNo.5」 / ペレス・プラード楽団
- 「ワン・レイニー・ナイト・イン・トーキョー」 / 越路吹雪・アントニオ古賀
- 「アズ・タイム・ゴーズ・バイ」 / ビリー・エクスタイン
- 「セントルイス・ブルース」 / サッチモ
- 「上を向いて歩こう」 / 坂本九
- 「ヘイ・ジュード」 / ザ・スパイダース（田辺昭知、かまやつひろし、堺正章、井上順）
- ペギー花田
- 「赤坂の夜は更けて」 / 西田佐知子
- 「青い瞳」「ブルー・シャトウ」 / ジャッキー吉川とブルー・コメッツ
- 「君だけを」「星娘」「涙になりたい」「星のフラメンコ」 / 西郷輝彦
- 「ジ・エンド・オブ・サ・ワールド」 / ブレンダ・リー
- 「コメプリマ」 / 沢村美司子、川添象郎
- 「ソウル・フィンガー」 / バーケイズ
- 「白いサンゴ礁」 / ズーニーヴー
- 「太陽の彼方に」 / 田川譲二
- 「マミー」「ワン・モア・プリーズ」「朝日のあたる家」「青い影」 / 田川譲二とブルージーンズ
- 「スターダスト」「ルシア」「ダイアナ」「クレイジー・ラヴ」「虹の彼方に」「俺は最低な奴さ」「愛さずにいられない」 / 鹿内タケシ
- 「花から花へ〜オペラ『椿姫』より〜」
- 「デイ・バイ・デイ」 / タイム・ファイブ
- 「リリース・ミー」 / エンゲルベルト・フンパーティング
- 「ビギン・ザ・ビギン」「幸せの黄色いハンカチ」 / サミー・デイビスJr.
- 「私が生まれて育ったところ」／野路由紀子
- 「17才」 / 南沙織
- 「燃える恋人」 / 本郷直樹
- 「別れの朝」 / ペドロ&カプリシャス
- 「孤独」 / フリオ・イグレシアス
- 「私は泣かない」 / 雪村いづみ
- 「帰ってほしい」「アイル・ビー・ゼア」 / ジャクソン5
- 「ガット・トゥ・ビー・ゼア」「アイ・ワナ・ビー・ウエア・ユー・アー」 / マイケル・ジャクソン
- 「愛の記憶」 / 鹿内孝
- 「幼い子供のように」 / 坂本スミ子
- 「天使のささやき」「ブルー・カナリー」「オーマイ・パパ」 / スリー・ディグリーズ
- 「ミドリ色の屋根」 / ルネ
- 「ストレンジャーズ・イン・ザ・ナイト」「マイ・ウェイ」「ニューヨーク・ニューヨーク」「レットミー・トライ・アゲイン」／フランク・シナトラ
- 「レイトリー」 / スティービー・ワンダー

その他多数